# Reine Claude d'Oullins
Plommonsorten Reine Claude d'Oullins beskrevs först 1864 och kom till Sverige samma år. Moderträdet hittades vid Coligny, Ain och infördes i handeln av en trädgårdsmästare Massot i Oullins nära Lyon. I Sverige förväxlades sorten länge med Esperens guldplommon. Oullins-sorten är det vanligaste plommonet av Reine Claude-typen, som är namngiven till minne av den mycket fertila franska 1500-talsdrottningen Claude. 
Frukten är rätt stor, regelbundet oval, gröngul till rent gul. Huden är tunn och svår att dra av. Stenen lossnar inte lätt från köttet. Köttet är gult, saftigt, sött och har en god smak. 
Trädet är friskt, växer kraftigt och börjar bära rätt sent. Blomningen är sen och långvarig. Äldre träd kan behöva kartgallras. Frukten mognar i slutet av augusti eller början av september. Sorten är självfertil.